# Modo Amar
Modo Amar este albumul celui de-al treilea sezon al telenovelei argentiniene Soy Luna. Albumul a fost lansat pe 6 aprilie 2018 în unele țări din America Latină, iar în restul lumii în versiunea digitală. Acesta este al cincilea și ultimul album Soy Luna.

## Lista melodiilor
| Nr. | Titlu | Autor(i)                                                     | Lungime |  |
| 1.  | „Modo Amar” (Karol Sevilla, Ruggero Pasquarelli, Michael Ronda, Katja Martínez, Malena Ratner, Jorge López, Chiara Parravicini, Ana Jara, Carolina Kopelioff, Gastón Vietto & Lionel Ferro)                                                            | Sebastián Mellino Pablo Correa Alejandro Vergara             | 3ː05    |  |
| 2.  | „Soy Yo” (Karol Sevilla) | Eduardo Emilio Frigerio Federico San Millán Florencia Ciarlo | 3:28    |  |
| 3.  | „Quiero Verte Sonreir” (Ruggero Pasquarelli) | Jandino                                                      | 3:14    |  |
| 4.  | „Claroscuro” (Valentina Zenere) | Frigerio Millán Ciarlo                                       | 3:18    |  |
| 5.  | „Tiempo de Amor” (Michael Ronda) | Federico Vilas Mauro Franceschini                            | 3:39    |  |
| 6.  | „Tu Cárcel” (Karol Sevilla & Michael Ronda) | Marco Antonio Solís                                          | 3:12    |  |
| 7.  | „Despierta Mi Mundo” (Karol Sevilla, Ruggero Pasquarelli, Michael Ronda, Katja Martínez, Malena Ratner, Chiara Parravicini & Ana Jara) | Frigerio Millán Ciarlo                                       | 3:33    |  |
| 8.  | „Quédate” (Karol Sevilla & Ruggero Pasquarelli) | Frigerio Millán Ciarlo                                       | 3:41    |  |
| 9.  | „Solos” (Valentina Zenere & Michael Ronda) | Vilas Franceschini                                           | 2:58    |  |
| 10. | „Decirte Lo Que Siento” (Gastón Vietto) | Gastón Vietto Tomás Huergo                                   | 3:23    |  |
| 11. | „Mi Corazón Hace Wow Wow” (Jandino & Lionel Ferro) | Jandino                                                      | 3:36    |  |
| 12. | „Nada Me Podrá Parar” (Karol Sevilla) | Mellino Correa Vergara                                       | 3:03    |  |
| 13. | „Si Lo Sueñas Claro” (Karol Sevilla, Ruggero Pasquarelli, Michael Ronda, Katja Martínez, Malena Ratner, Chiara Parravicini, Ana Jara, Carolina Kopelioff, Gastón Vietto & Lionel Ferro)                                                                | Mellino Correa Vergara                                       | 3:18    |  |
| 14. | „Esta Noche No Paro” (Ruggero Pasquarelli) | Ruggero Pasquarelli                                          | 3:13    |  |
| 15. | „Creyendo En Mí” (Chiara Parravicini) | Mellino Correa Silvio Richetto                               | 2:52    |  |
| 16. | „Nadie Como Tú” (Ruggero Pasquarelli, Michael Ronda, Agustín Bernasconi, Jorge López, Gastón Vietto & Lionel Ferro) | Frigerio Millán Ciarlo                                       | 3:16    |  |
| 17. | „Mano a Mano” (Karol Sevilla, Valentina Zenere, Katja Martínez, Malena Ratner, Carolina Kopelioff, Chiara Parravicini & Ana Jara) | Vilas Franceschini                                           | 2:30    |  |
| 18. | „Borrar Tu Mirada” (Karol Sevilla, Carolina Kopelioff, Chiara Parravicini & Ana Jara) | Mellino Correa Vergara                                       | 2:40    |  |
| 19. | „Todo Puede Cambiar” (Karol Sevilla, Ruggero Pasquarelli, Valentina Zenere, Michael Ronda, Carolina Kopelioff, Jandino, Ana Jara, Jorge López, Chiara Parravicini, Gastón Vietto, Malena Ratner, Katja Martínez, Giovanna Reynaud y Pasquale Di Nuzzo) | Mellino Correa Oscar Pablo Fernandez Sanchez                 | 3:45    |  |

## Lansare
Pe 16 martie 2018, a fost lansat și anunțat un proiect (care avea să lanseze într-o lună, patru previzualizări exclusive prezentă melodii pe albumul Modo Amar), programul Disney Channel (America Latină), Disney Planet News. Prima previzualizare a fost pe 16 martie, videoclipul piesei „Modo Amar”, prezent pe album, și numele albumului. A doua pe 23 martie, lyric-video-ul piesei „Soy Yo”. Albumul include 16 piese noi din cel de-al treilea sezon, precum și reînregistrarea clasicului mexican „Tu Carcel”. „Nadie Como Tú” și „Mano a Mano”, care au făcut parte din coloana sonoră a celui de-al doilea sezon al serialului sunt incluse în album. În total, există 19 melodii pe album, fiind albumul cu cele mai multe melodii ale telenovelei (având în vedere că albumul anterior, La vida es un sueño, este un CD). Albumul este și CD-ul cu mai multe piese nepublicate, deoarece albumele anterioare ale lui Soy Luna au contat pe două sau trei rescrieri.